# Phreatia ryozoana
Phreatia ryozoana är en orkidéart som beskrevs av Takasi Tuyama. Phreatia ryozoana ingår i släktet Phreatia och familjen orkidéer. Inga underarter finns listade i Catalogue of Life.